# Onciale 098
L'Onciale 098 (numerazione Gregory-Aland; "α 1025" nella numerazione Soden), è un codice manoscritto onciale del Nuovo Testamento, in lingua greca, datato paleograficamente al VII secolo.

## Descrizione
Il codice è composto da uno spesso foglio di pergamena di 222 per 160 mm, contenenti brani il testo della Seconda lettera ai Corinzi (11,9-19). Il testo è su una sola colonna per pagina e 24 linee per colonna.
Si tratta di un palinsesto, il testo fu cancellato nel X secolo.

### Critica testuale
Il testo del codice è rappresentativo del tipo testuale alessandrino. Kurt Aland lo ha collocato nella Categoria I.

## Storia
Il codice è conservato alla Biblioteca della Badia Greca segnatura Ζ' α' 24 (b) a Grottaferrata.